# Hilde Zadek
Hilde Zadek (ur. 15 grudnia 1917 w Bydgoszczy, zm. 21 lutego 2019 w Karlsruhe) – niemiecka śpiewaczka pochodzenia żydowskiego, sopran.

## Życiorys
Wychowywała się w Wiedniu i Szczecinie. W 1934 roku wyemigrowała z III Rzeszy do Palestyny, gdzie pracowała jako pielęgniarka. Jednocześnie podjęła studia wokalne w Jerozolimie u Rose Pauly. Po 1945 roku kontynuowała naukę u Rii Ginster w Zurychu. Zadebiutowała na scenie w 1947 roku tytułową rolą w Aidzie w Operze Wiedeńskiej, z którą pozostała związana do 1971 roku. W 1949 roku na festiwalu w Salzburgu wystąpiła w prapremierze opery Carla Orffa Antigonae, rok później tytułową rolą w Ariadnie na Naksos Richarda Straussa pod batutą Thomasa Beechama debiutowała na festiwalu w Edynburgu. Gościnnie śpiewała m.in. w Covent Garden Theatre w Londynie, Teatro Colón w Buenos Aires, Metropolitan Opera w Nowym Jorku, Operze Paryskiej i operze w San Francisco. Kreowała rolę Magdy Sorel w austriackiej premierze opery Konsul Gian Carlo Menottiego. Wystąpiła jako Donna Anna w nagraniu płytowym Don Giovanniego W.A. Mozarta pod batutą Rudolfa Moralta. Od 1967 roku wykładała w Konserwatorium Wiedeńskim.
Otrzymała Wielką Odznakę Honorową za Zasługi dla Republiki Austrii (2012).